# Xã Volga, Quận Brookings, Nam Dakota
Xã Volga (tiếng Anh: Volga Township) là một xã thuộc quận Brookings, tiểu bang Nam Dakota, Hoa Kỳ. Năm 2010, dân số của xã này là 383 người.